# غري (موقع ويب)
غري (GREE) هي خدمة شبكة اجتماعية يابانية، أطلقت في فبراير 2004، أسسها يوشيكازو تاناكا وتديرها شركة غري.